# Stateira II
Stateira II (mất năm 323 TCN), có thể còn được gọi là Barsine, là con gái của Darius III và Stateira I của Ba Tư. Sau thất bại của cha bà trong trận Issus, Stateira và chị em bà trở thành tù nhân của Alexandros xứ Macedonia. Họ đã được đối xử tốt, và bà trở thành người vợ thứ hai của Alexandros tại đám cưới Susa năm 324 trước Công nguyên. Tại đám cưới này,Alexandros cũng cưới cô em họ của bà, Parysatis, con gái của người tiền nhiệm của Darius. Sau cái chết của Alexandros năm 323 trước Công nguyên, Stateira đã bị Roxana sát hại, bà ta là người vợ đầu tiên của ông.

## Tên
Các học giả đã tranh luận về tên của bà. Trong danh sách của mình về những cuộc hôn nhân đã xảy ra tại Susa, Arrian (khoảng 86 - sau khi 146), gọi bà là Barsine. Sử gia William Woodthorpe Tarn khẳng định rằng tên chính thức của bà là Barsine, nhưng bà đã có thể thường được gọi là Stateira 

## Thời niên thiếu
Stateira là con gái cả của Hoàng đế Ba Tư Darius III và vợ ông, cũng tên là Stateira. Cả cha mẹ bà đã thường xuyên mô tả bà đẹp như là đẹp hay xinh đẹp, dẫn đến suy đoán về Stateira của Tarn "là đủ đẹp, ở mức nào cho một công chúa, để được gọi là... đẹp. " ngày sinh của bà là không rõ, nhưng tới năm 333 TCN bà đã đến tuổi thành hôn  Sau khi vua Alexandros Đại Đế xâm lược Ba Tư, Stateira và gia đình bà đi cùng với quân đội của Darius. Trong tháng 11 năm 333TCN, quân đội của Alexandros đánh tan tác quân Ba Tư tại trận Issus. Darius chạy trốn, và quân đội Macedonia sớm bắt gia đình ông. Mặc dù nhiều phụ nữ Ba Tư bị đối xử tàn bạo, theo lệnh của Alexandros, Stateira, mẹ bà, Drypetis em gái, em trai, và bà nội của mình, Sisygambis, được đối xử tốt và được phép giữ lại địa vị xã hội của họ.

## Alexandros
Trong hai năm tới, Stateira và gia đình bà đi theo quân đội của Alexandros. Mẹ bà qua đời tại thời điểm giữa năm 333 và 331TCN, để lại Sisygambis làm người giám hộ của bà  Mặc dù Darius cố gắng nhiều lần để đòi chuộc gia đình,. Alexandros từ chối trả lại những người phụ nữ. Darius sau đó đề nghị Alexandros kết hôn với Stateira và đồng ý từ bỏ yêu cầu của mình với một số vùng đất mà Alexandros đã chiếm để đổi lấy việc chấm dứt chiến tranh. Alexandros đã từ chối đề nghị này, ông nhắc nhở Darius rằng ông đã có đất đai và cả Stateira, và rằng nếu ông ta chọn việc kết hôn của Darius sẽ là không cần thiết.
Năm 330 TCN, Alexandros để lại Stateira và gia đình bà ở Susa với các chỉ dẫn rằng bà cần được dạy tiếng Hy Lạp. Sử gia Elizabeth Donnelly Carney phỏng đoán rằng Alexandros đã quyết định kết hôn với Stateira và chuẩn bị cho bà cuộc sống như vợ của ông  Stateira trở thành. người vợ thứ hai của Alexandros năm 324 trước Công nguyên, gần mười năm sau khi bắt bà, ở trong một lễ hộ lớn được gọi là đám cưới Susa. Đám cưới này kéo dài năm ngày. Chín mươi phụ nữ quý tộc Ba Tư khác đã kết hôn với những người lính Macedonia và Hy Lạp, người đã trung thành với Alexandros; bao gồm Drypetis, người kết hôn với người bạn của Alexandros, Hephaestion  Tại buổi lễ này, Alexandros đã kết hôn Parysatis, con gái của vị vua Ba Tư là Artaxerxes III  Với đám cưới này, Alexandros đã củng cố mối quan hệ của mình với cả hai chi nhánh của Hoàng gia của Đế chế Achaemenes năm xưa.
Alexandros Đại Đế qua đời chỉ một năm sau, 323 trước Công nguyên. Sau khi chết, người vợ đầu tiên của ông là Roxana thông đồng với Hộ quốc công Perdiccas để sát hại Stateira. Do Roxana muốn củng cố vị trí của mình và của con trai. Theo ghi chép của Plutarch, người em của Stateira, Drypetis, đã bị giết chết cùng một lúc; Carney tin rằng Plutarch đã nhầm lẫn, và thực sự Parysatis đã bị sát hại cùng với Stateira .